# Sergio Goycochea
Sergio Goycochea (Zárate, 17 oktober 1963) is een voormalig Argentijnse profvoetballer.
Goycochea was in de jaren tachtig tweede doelman van River Plate en moest de concurrentie aangaan met Nery Pumpido. Ook in het nationale elftal moest hij Pumpido voor laten gaan. Hij beleefde zijn grote doorbraak bij het WK 1990. Argentinië verloor de openingswedstrijd tegen Kameroen.
De tweede wedstrijd werd met 2-0 gewonnen van de Sovjet-Unie, maar hierbij blesseerde doelman Pumpido zich, waardoor hij uitgeschakeld was voor de rest van het toernooi en vervangen werd door Goycochea. Na nog een gelijkspel tegen Roemenië mocht het land, als derde van de groep, door naar de tweede ronde. Hier trof het de groepswinnaar van groep C, Brazilië, dat alle wedstrijden tot dan toe gewonnen had. Brazilië speelde veel beter dan Argentinië en Müller en Careca bestormden het doel maar konden het niet afmaken.
In de tweede helft was Brazilië niet zo volhardend als in de eerste helft en dit opende mogelijkheden voor Argentinië. Met nog negen minuten te spelen dribbelde Diego Maradona van op het middenveld langs drie opponenten en gaf een pas aan Claudio Caniggia die kon scoren. In de kwartfinale trof het land Joegoslavië, waar het 0-0 bleef na verlengingen. Maradona miste een strafschop maar Goycoechea stopte twee strafschoppen en werd een held.
In de halve finale stuitte Argentinië op gastland Italië. De Italianen waren favoriet en hadden reeds vijf keer op rij gewonnen, bovendien moest Argentinië het redden zonder sterkhouder Maradona. Desalniettemin zette Argentinië zijn beste prestatie van het toernooi neer en het stond 1-1 na 90 minuten. In de verlengingen vielen geen doelpunten waardoor het opnieuw op strafschoppen uitdraaide. Doelman Goycoechea werd opnieuw de nationale held. Nadat hij de strafschop van Roberto Donadoni stopte, liet hij ook de penalty van Aldo Serena niet door waardoor Argentinië naar zijn tweede opeenvolgende finale ging. In de 83ste minuut kreeg West-Duitsland van de Mexicaanse scheidsrechter Edgardo Codesal een penalty, nadat hij een fout meende te zien van Roberto Sensini op Rudi Völler. De penalty werd hevig betwist door de Argentijnen. Andreas Brehme trapte de bal binnen en bezorgde West-Duitsland de derde wereldtitel uit de geschiedenis.
In 1993 won hij  de Copa América met het nationale elftal.
1 Pumpido ·
2 Batista ·
3 Balbo ·
4 Basualdo ·
5 Bauza ·
6 Calderón ·
7 Burruchaga ·
8 Caniggia ·
9 Dezotti ·
10 Maradona  ·
11 Fabbri ·
12 Goycochea ·
13 Lorenzo ·
14 Giusti ·
15 Monzón ·
16 Olarticoechea ·
17 Sensini ·
18 Serrizuela ·
19 Ruggeri ·
20 Simón ·
21 Troglio ·
22 Cancelarich ·
Coach: Bilardo
1 Goycochea ·
2 Vázquez ·
3 Enrique ·
4 Basualdo ·
5 Astrada ·
6 Ruggeri ·
7 Caniggia ·
8 Franco ·
9 Batistuta ·
10 Simeone ·
11 Latorre ·
12 Lanari ·
13 Gamboa ·
14 Craviotto ·
15 Altamirano ·
16 García ·
17 Zapata ·
18 Medina ·
19 Mohamed ·
20 Rodríguez ·
21 Giunta ·
22 Cancelarich ·
Coach: Basile
1 Goycochea ·
2 Vázquez ·
3 Altamirano ·
4 Basualdo ·
5 Redondo ·
6 Ruggeri  ·
7 Caniggia ·
8 Villarreal ·
9 Batistuta ·
10 Simeone ·
11 Cagna ·
12 Islas ·
14 Acosta ·
15 Borelli ·
16 García ·
18 Craviotto ·
20 Rodríguez ·
21 Cancelarich ·
Coach: Basile
1 Goycochea ·
2 Vázquez ·
3 Altamirano ·
4 F. Basualdo ·
5 Redondo ·
6 Ruggeri ·
7 Medina ·
9 Batistuta ·
10 Simeone ·
11 Gorosito ·
12 Islas ·
13 Cáceres ·
14 Craviotto ·
15 Borelli ·
16 García ·
17 Zapata ·
18 Acosta ·
19 Zamora ·
20 Rodríguez ·
21 Scoponi ·
22 Mancuso ·
23 J. Basualdo ·
Coach: Basile
1 Goycochea ·
2 Vázquez ·
3 Chamot ·
4 Sensini ·
5 Redondo ·
6 Ruggeri ·
7 Caniggia ·
8 Basualdo ·
9 Batistuta ·
10 Maradona  ·
11 Medina ·
12 Islas ·
13 Cáceres ·
14 Simeone ·
15 Borelli ·
16 Díaz ·
17 Ortega ·
18 Pérez ·
19 Balbo ·
20 Rodríguez ·
21 Mancuso ·
22 Scoponi ·
Coach: Basile